# Абдураман Уахид
Абдураман Уахид (на индонезийски: Abdurrahman Wahid) е индонезийски политик, четвъртият президент на Индонезия (1999 – 2001).
Уахид е първият демократично избран държавен глава на страната след падането на режима на диктатора Сухарто през 1998 г.

## Биография
Внук на основателя в най-старата ислямска организация в страната „Нахдатул Улама“ (1926) и син на лидера на организацията и бивш министър по религиозните дела в правителството на Сукарно Уахид Хисим.
Завършва средно училище в Джакарта, след което продължава своето образование в Университета Ал-Азхар (Кайро, Египет, 1964 – 1966) и Багдадския университет (1970). Бил е декан на теологическия факултет на Университета Хашим Ашари (1972 – 1974).
През 1971 г. се завръща в родината, където започва кариера на журналист и преподавател в мюсюлмански учебни заведения. По-късно става директор на религиозно училище в Джомбанг (1974 – 1978).
От 1978 г. е първи секретар, а от 1984 г. е председател на Нахдатул Улама, най-голямата мюсюлманска буржоазна партия в Индонезия.
В началото на 1990-те години неговите отношения с президента на страната Сухарто се влошават. През 1994 г., въпреки съпротивата на Сухарто, е преизбран за председател на партията.
След тежката финансова криза през 1997 г. Сухарто започва да губи контрол над ситуацията в страната, което води до неговата оставка през 1998 г. През същата година Уахиб основава и оглавява ислямската „Партия на националното пробуждане“.
През 1999 г. е избран за президент на Индонезия. На този пост той застава в условия на икономическа криза, на управлението му се противопоставят различни политически и религиозни групировки, включително високопоставени военни.
Името му е замесено в крупни скандали за корупция, като Уахид е обвиняван в некадърност и провал на икономическата програма. Парламентът на Индонезия едногласно гласува импийчмънт на президента Уахид през 2001 г., след като опитите му да остане на власт не получават подкрепата на населението на страната, включително многохилядни демонстрации,.
На негово място парламентът поставя Мегауати Сукарнопутри, която е дъщеря на бившия държавен глава Сукарно.
Умира след дълго боледуване..